# Batgirl
A Batgirl a DC Comics több képregényszereplőjének a neve, aminek mindenkori viselője Batman női megfelelőjeként tűnik fel. A fedőnevet viselő kitalált szereplők közül a legismertebb és legnépszerűbb Barbara Gordon. Batgirlt Bob Kane és Sheldon Moldoff alkották meg, eredetileg Bat-Girl néven, aminek első viselője Betty Kane volt, aki az 1961 áprilisában megjelent Batman 139. számában tűnt fel először. 1964-ben a Batman-sorozatok új szerkesztőjének, Julius Schwartznak a kinevezése után Bat-Girlt eltávolították a képregényfüzetek történeteiből, majd pedig 1967-ben Barbara Gordonnal, az „új” Batgirllel helyettesítették. Az új szereplőt, aki a Detective Comics 359. számában megjelenő The Million Dollar Debut of Batgirl című történetben mutatkozott be, Gardner Fox és Carmine Infantino alkotta meg.
Barbara Gordon Batgirlként rendszeres szereplője lett a Batmanhez kapcsolódó képregényeknek 1967-es első szereplésétől egészen 1988-ig. A szereplő szerkesztői döntés miatt az 1988-ban megjelenő Batgirl Special első számában visszavonult a bűnüldözői pályáról, majd pedig az ugyanebben az évben megjelenő Batman: A gyilkos tréfa című történetben a Joker támadása után tolószékbe kényszerült. Kim Yale szerkesztő és John Ostrander író később az információkereskedő Orákulum fedőneve alatt visszahozták a szereplőt a DC képregényeinek világába mint a Ragadozómadarak nevű női szuperhőscsapat vezetője.
Az 1999-ben megjelent Batman: No Man’s Land című történetben a Vadásznő néven ismert Helena Bertinelli rövid időre szintén magára öltötte Batgirl jelmezét, miről nem sokkal ezután le is mondott, mivel nem volt hajlandó pontosan követni Batman utasításait. A történetben feltűnő, Kelley Puckett és Damion Scott által megalkotott Cassandra Cain lett a harmadik szereplő aki felvette a Batgirl fedőnevet és azt Batman és Orákulum mentorlása mellett viselte. Cassandra Cain volt a Batgirl név első viselője aki saját sorozatot kapott, mely 2000 és 2006 között havi rendszerességgel jelent meg. A sorozat végén Cassandra Cain lemondott Batgirl személyazonosságáról. A Birds of Prey-sorozat Headhunt című történetében a Gail Simone által megalkotott Charlotte Gage-Radcliffe vette át átmenetileg Batgirl szerepét, amitől rövid idő után Orákulum nyomására meg kellett válnia. Az 52 című sorozat eseményei után Cassandra Cain öltötte ismét magára Batgirl jelmezét.
A DC Comics előzetes bejelentései szerint 2009 júniusától újabb Batgirl-sorozatot kívánnak megjelentetni. A kiadó nem árult el részleteket arról, hogy ezúttal ki fogja viselni a Batgirl nevet.

## A szereplő megjelenéseinek története

### Betty Kane
Kathy Kane, a Batwoman romantikus célzattal született meg 1956-ban, nem sokkal Fredric Wertham 1954-ben megjelent Seduction of the Innocent című könyvének megjelenése után, melyben az író olyan vádakat is megfogalmazott, miszerint Batman és ifjú segítője, Robin homoszexuálisak. Kathy Kane megjelenését követően a történetek alkotói Robin számára is bemutattak egy újabb női szereplőt, Kathy unokahúgát, Betty Kane-t, aki a Batman 1961 áprilisában megjelenő 139. számában tűnt fel először Bat-Girl néven. A „Batman család” létrejöttével, melyben Batman és Batwoman az szülők, Robin és Bat-Girl pedig a gyerekek szerepében tűntek fel, valamint a földönkívüli manó, Bat-Mite és a „családi kedvenc”, Ace, a Bat-kutya bemutatásával a Batmanhez kapcsolódó sorozatok „szuperhős-történetei egyre inkább szituációs komédiákhoz kezdtek hasonlítani”.
Julius Schwartz szerkesztő 1964-es kinevezését követően a Batman család tagja eltűntek a képregényfüzetek oldalairól, mivel Schwartz alkalmatlannak találta őket. A Batman-füzetek eladási mutatói ebben az időben egyre gyengültek, ezért a szerkesztő nem csak ezeknek a szereplőknek az eltüntetésére adott utasítást, de egyben vissza is szerette volna állítani az eredeti Batman-mítoszt lényegi elemeit is. Bat-Girlt és a Batman család többi tagjának létezését az 1985-ös Crisis on Infinite Earths című minisorozat után egy retconnal kitörölték a DC képregényeinek kitalált világából. Bár a DC-univerzum Crisis-utáni világának történelmében Bat-Girl soha nem is létezett, a szereplő átalakított változata, Bette Kane Flamebird  néven ismét megjelent a DC által kiadott füzetekben.

### Barbara Gordon
Az új Batgirl, Barbara Gordon, a Batman-történetek egyik régi mellékszereplőjének, James Gordon rendőrfelügyelőnek a lánya, akinek első szereplése a Detective Comics 359., 1967-es januári számában volt (a borítón szereplő dátummal ellentétben a füzet valójában 1966 novemberében jelent meg). A The Million Dollar Debut of Batgirl című történetben, melynek írója Gardner Fox, rajzolója pedig Carmine Infantino volt, Barbara éppen egy jelmezbálba készül Batman női megfelelőjének öltözve, mikor megzavarja a Gyilkos Moly emberrablási kísérletét, miközben Bruce Wayne-t próbálja elfogni. A történtek felhívják Batman figyelmét a lányra, ami után már egyenes út vezetett Barbara számára a bűnüldözői hivatás felé. A szereplő az ABC 1960-as években sugározott Batman című televíziós sorozat és a DC Comics együttműködése révén született meg. A televíziós sorozat producere, William Dozier a harmadik évadra szerette volna megújítani a műsort, így megkérte Schwartzot, hogy alkossanak meg és mutassanak be egy női szereplőt a képregényfüzetben, akit ők a televíziós sorozatban is alkalmazhatnak. Dozier a hősnővel akarta megnyerni a női közönséget és növelni a sorozat csökkenő nézettségét. Batgirl új változata a korábbival ellentétben már felnőttként mutatkozott be, aki doktori címét könyvtár szakon szerezte és a Gothami Közkönytár vezetőjeként dolgozott.
Batgirlként Barbara Gordon jóval nagyobb népszerűségre tett szert mint Bat-Girl és Batwoman elődei. A szereplő többször szerepelt a Batman és a Detective Comics oldalain, valamint más, Batmanhez nem kapcsolódó sorozatokban is. Batgirl és Robin főszereplőként jelentek meg az 1975-ben indult Batman Family című képregénysorozatban, mint „az új Dinamikus Duó”. Barbara Gordon egyike lett az amerikai képregények ezüstkorában született legnépszerűbb szereplőknek, aki Batgirlként folyamatosan jelen volt a DC füzeteinek oldalain 1966-tól egészen 1988-ig, majd ezt követően a visszatekintő történetekben. Miután 1988-ban Batgirlként visszavonult a Batgirl Special című egyrészes képregényfüzetben, Barbarát a Joker gerincen lőtte és megbénította Alan Moore Batman: A gyilkos tréfa című történetben. A szereplővel történtek heves vitákat váltottak ki mind a kritikusok, mind pedig a képregényalkotók körében is. Kim Yale szerkesztő és John Ostrander író a Suicide Squad című sorozat 23. számában, 1989 januárjában Orákulum fedőnév alatt visszahozták a szereplőt, ezúttal mint szabadúszó információkereskedő és hacker. Orákulumként Barbara Gordon a DC több szuperhőskének is a segítője, valamint alapítója és vezetője lett a kizárólag női hősökből álló Ragadozómadarak nevű szervezetnek.

### Helena Bertinelli
Tizenegy évvel azután, hogy Barbara Gordon szerkesztői döntés kapcsán a Batgirl személyazonosságról, a Shadow of the Bat 83. számában, 1999 márciusában, a Batman: No Man’s Land című crossover részeként Batgirl egy új változata mutatkozott be. Ezt követően a Batman: Legends of the Dark Knight 120. számában fény derült rá, hogy az új Batgirl Helena Bertinelli, aki addig Vadásznő néven szerepelt a DC Comics képregényeiben. Bertinelli nem volt hajlandó betartani Batman utasításait, ezért lemondott a Batgirl személyazonosságról. Miután ismét magára öltötte Vadásznő egyenruháját, Bertinelli később csatlakozott Orákulum csapatához, a Ragadozómadarakhoz.

### Cassandra Cain
A küzdősportokban született tehetségként bemutatott, részben ázsiai származású fiatal nő, Cassandra Cain a harmadik szereplő, aki Batman és Orákulum jóváhagyásával felvette a Batgirl nevet az 1999 júliusában megjelent Batman 567. számában, a Batman: No Man’s Land című crossover részét képező történetben Cassandra Cain ugyanazt a Batgirl-öltözéket viseli mint Helena Bertinelli. A szereplő előtörténete szerint Cassandrát egy bérgyilkos, David Cain nevelte fel. A fiatal lányt nem tanították meg a szavakkal történő beszédre, helyette a testbeszéd olvasására oktatták. Emiatt Cassandra agyának azt a részét, mely normális körülmények között a beszédért lett volna felelős úgy edzették, hogy a lány mások testbeszédéből hihetetlen gyorsasággal ki tudja olvasni és megjósolni azok mozdulatait, tetteit. Emiatt a tréning miatt, Cassandra agyában másfajta tanulási folyamatok alakultak ki mint másokéban, a diszlexia egy bizonyos formája akadályozza olvasási és írási készségeit.
Cain hátrányos helyzete ellenére Andersen Gabrych író könyvében a szereplő egyedi kommunikációs formáját nevezte a legfőbb alkotóelemnek, melytől a fiatal nő olyan kiváló nyomozóvá vált: az adottsága, hogy a testbeszéd alapján képes ismeretlen körülmények között felmérni a helyzetet. Saját sorozatának első történetében, mely a Silent Running címet viselte, Cassandra Cain-nek  egy pszichológus „átprogramozza” az agyát, hogy képes legyen a verbális beszédre, de ennek mellékhatásaként elveszítette azon képességét, hogy „jósolni” tudjon mások testbeszédéből. Az ezt követő A Knight Alone című történetben Cassandrát egy bérgyilkosnő, Lady Shiva tanítja meg újra arra, hogy képes legyen olvasni a testbeszédben. Hat év után a DC Comics a 73. számmal, 2006 áprilisában megszüntette a sorozatot, melyben Cassandra szintén lemondott a Batgirl személyazonosságról.
A DC-univerzum minden képregényére kiterjedő Infinite Crisis című crossover után egy évvel játszódó One Year Later alatt során Cassandra Cain a Bérgyilkosok Ligája nevű szervezet vezetője lett, és így hősnői ábrázolását is maga mögött hagyta. A szereplőnek szuperhősből gonosztevővé való átvedlése ellenszenvet váltott ki Cassandra Cain rajongóinak körében, akik heves kritikával illeték ezt a fordulatot. Cain Batgirl szerepében a Tini titánok sorozatának 2007-es Titans East című történet során tért vissza, melyben kiderült, hogy Halálcsapás, a Terminátor nevű szuperbűnöző tudatmódosító kábítószerének a hatása alatt állt. A történet után a DC Comics ismét szuperhős szerepben mutatta be Cassandrát, aki a Batman and the Outsiders című sorozat egyik mellékszereplője lett.

### Charlotte Gage-Radcliffe
A Birds of Prey-sorozat Gail Simone Headhunt című történetében egy új Batgirl bukkan fel Gotham városában, akiről hamar kiderül, hogy valódi neve Charlotte Gage-Radcliffe, egy emberfeletti erővel rendelkező kamasz lány. Mikor azonban szembekerül Orákulummal, Charlotte kénytelen lemondani a Batgirl személyazonosságról. A szereplő nem sokkal ezután, a sorozat 101. számában Misfit néven csatlakozik Orákulum szervezetéhez.

## A szereplő jellemzői
Betty Kane eredeti célja az volt mikor magára öltötte Bat-Girl jelmezét, hogy felkeltse Batman ifjú társának, Robinnak az érdeklődését. A szereplő megalkotásának is hasonló volt az elsődleges célja, hogy elhárítsa azokat a Seduction of the Innocent című könyveben felmerült vádakat, amik szerint Batman és Robin homoszexuálisak. Mint Batwoman unokahúga Betty Kane gyengéd érzelmeket kezdett táplálni Robin iránt, és az ő öltözékének mintájára alkotta meg saját Bat-Girl jelmezét. Szerepléseinek alkalmával általában azon fáradozott, hogy felkeltse a fiú érdeklődését, annak ellenére, hogy nem mutatott hajlandóságot ilyen irányba.
Julius Schwartz Carmine Infantinót kérte fel, hogy alkossa újra Bat-Girlt. Infantino Betty Kane-t „Robin idegesítő női változatának” tartotta, és úgy döntött, hogy inkább valami eredetibb ötlettel fog próbálkozni. A Gardner Fox és Carmine Infantino által megalkotott Batgirl fiatal, dolgozó nő volt, a Gothami Közkönyvtár vezetője. Bár Barbara Gordon Batmant tekintette példaképének, aki után jelmezét is mintázta, számára nem romantikus kapcsolat kialakítása volt a cél, hanem bűnüldözés. A szereplő leggyakrabban a Detective Comics oldalin tűnt fel, a Dinamikus Duótól, vagyis Batman és Robin párosától független történetekben.

## Megjelenése a képregényeken kívül
A népszerű kultúra egyik ikonjává vált Batgirl Barabara Gordon-féle változata a Batman-franchise szinte minden ágában megjelent, így reklámtermékekben, a televíziós- és rajzfilmsorozatokban, videójátékokban és mozifilmekben is. Az 1960-as években új Bartgirlje William Dozier és a DC Comics szerkesztőjének, Julius Schwartznak az együttműködése révén született meg, és tűnt fel nem sokkal képregényes szereplései után az 1967-es élőszereplős Batman című televíziós sorozat utolsó évadában. A sorozatban Batgirl szerepében Yvonne Craig volt látható, aki nemcsak a szuperhősnő megformálását, de egyben azon keresztül a harmadik, és egyben utolsó évad létrejöttét is biztosította. A televíziós sorozatban Craig a képregényekben szereplő Barbara Gordon pontos megfelelőjét alakította, a fiatal felnőtt nőt, a Gothami Közkönyvtár munkatársát, aki jelmezét magára öltve Batgirlként segíti rendőrség, valamint Batman és Robin harcát a bűn ellen. Bár Craig bevonása a Barman színészeinek csapatába megújította ugyan a műsort, de megmenteni már nem tudta azt, mely a harmadik évad után, 1968 márciusában hivatalosan megszűnt.
Az animációs filmekben a Barbara Gordon-féle Batgirl első szereplései az 1968-as Batman with Robin the Boy Wonder című rajzfilmsorozatban első epizódjában, majd azt követően az 1977-es The New Adventures of Batman című rajzfilmsorozatban volt. Az 1990-es és 2000-es évek folyamán Barbara Gordon Batgirlként a DC Animated Universe részeként sugárzott több rajzfilmsorozatban is szerepelt; ezek a Batman: A rajzfilmsorozat, a Batman & Mr. Freeze: SubZero, a The New Batman Adventures, és a Batman Beyond: Return of the Joker voltak. Barbara Gordon egy fiatalabb változata szintén visszatérő szereplője volt a 2004-es The Batman című rajzfilmnek is.
Az animációs filmekben való szereplésén kívül Barbara Gordon szolgált alapjául az 1997-es Batman és Robin című filmben Alicia Silverstone által alakított Batgirlnek, Barbara Wilsonnak. A filmben szereplő Barbara Wilson Bruce Wayne, vagyis Batman lakájának és segítőjének, Alfred Pennyworth-nek az unokahúga. A WB által sugározott rövid életű, 2002-es Birds of Prey című televíziós sorozatban szereplő lebénult Barbara Gordon az után ölti magára Batgirl jelmezét, hogy kifejlesztett egy szerkezetet, mely segítségével újra képes járni. A jövőben játszódó sorozatban Barbara Gordon szerepében Dina Meyer volt látható, melyben Barbara hasonlóan a képregénysorozat történetéhez az után vette fel az Orákulum fedőnevet, miután a Joker miatt tolószékbe kényszerült.

## Kulturális hatása
Peter Sanderson képregénytörténész és kritikus véleménye szerint Batgirl új formájában, Barbara Gordonként való megszületése, aki egyszerre karrier-orientált nő és bűnüldöző, az 1960-as évekre jellemző női egyenjogúsági mozgalmainak szimbóluma. Barbara könyvtárosi munkája „értékelt és tisztelt hivatás” volt a mainstream amerikai képregényekben, annak ellenére, hogy a képregények nem részesültek hasonló megítélésben a kor könyvtárosaitól.
…valószínű magyarázata annak, hogy Batgirl valódi énjének miért könyvtáros volt, hogy „A”, abban az időben egy fiatal (egyedülálló) nő számára ez igen széles körben elterjedt és elfogadott hivatás volt, és „B”, Barbara Gordon látszólag alázatos és passzív könyvtárosi munkája kontrasztként szolgált valódi jelentőséggel bíró munkájának, mint Batgirl.
Az 1960-as évek Batman című televíziós sorozatában Batriglt alakító színésznő, Yvonne Craig később, 1972-ben ugyanezzel a szerepével vett részt az Egyesült Államok Munkaügyi Minisztériumának közérdekű hirdetésében, mely a nők egyenlő bérezését kívánta felhívni a figyelmet. Craig nyilatkozata szerint úgy tapasztalta, hogy a szereplő még évekkel a sorozat befejeződése után is a nők egyenlőségéért való kiállást szimbolizálja. David A. Zimmerman könyvében Batgirlt a DC egy másik szereplőjével, Wonder Womannel együtt a „legjelentősebb szuperhősnő-ikonoknak” nevezte, amennyiben nem vesszük figyelembe azt a tényt, hogy Batgirl valójában Batman női megfelelője. A televíziós sorozatban való szereplései során Yvonne Craig Batgirlként nem bonyolódhatott kézi tusába a műsor gonosztevőivel. Batgirl harci jeleneteit a Broadway táncosnőinek alapmozdulataiból koreografálták, melyek így alárendeltek maradtak Batman fellépésével szemben.